# Skønhedskonkurrence
En skønhedskonkurrence er en konkurrence, der har til formål at udvælge den smukkeste deltager. Skønhedskonkurrencer er ofte årligt tilbagevendende.
De fleste skønhedskonkurrencer er for kvinder, men ud over kønsspecifikke konkurrencer, findes der også tematiske skønhedskonkurrencer, bl.a. for homoseksuelle.
Under prøvesprængningerne af atombomber i Nevada i 1950'erne bidrog sprængningerne til at trække turister til Las Vegas, og der blev valgt en Miss Atomic.
Internationalt dominerer skønhedskonkurrencerne Miss World, Miss Universe, Miss International, Miss Supranational, Miss Grand International og Miss Earth.